# Marin Robu
Marin Robu (n. 19 martie 2000, Nisporeni, Republica Moldova) este un halterofil moldovean.

## Carieră
Robu a luat argintul atât la Campionatul European de Juniori din 2019, cât și la Campionatul Mondial de Juniori din 2019. De două ori a cucerit titlul la Europenele de Tineret (sub 23), în anii 2022 și 2023.
La seniori el a cucerit medalia de argint la Campionatul European de la Moscova din 2021, la categoria 73 kg. În același an a obținut medalia de bronz la Mondialele de la Tașkent, la categoria 81 kg. În anul 2023 a luat bronzul la Campionatul European de la Erevan, de data aceasta la categorie 89 kg. Anul următor a obținut din nou medalia de bronz, la Campionatul European de la Sofia.
Robu a participat de două ori la Jocurile Olimpice. La Tokio 2021 a terminat pe locul opt și la Paris 2024 a ocupat locul patru. În același an a obținut bronzul la Campionatul Mondial. În 2025 a cucerit la Chișinău medalia de argint la Campionatul European 2025.
În anul 2022 Marin Robu a primit titlul de cetățean de onoare al orașului său natal Nisporeni.